# بيني باديبانجا
بيني باديبانجا (19 فبراير 1996 ببلجيكا - ) هو لاعب كرة قدم بلجيكي في مركز جناح ‏. شارك مع منتخب بلجيكا تحت 21 سنة لكرة القدم. أما مع النوادي، فيلعب مع نادي الرجاء الرياضي.

## وصلات خارجية
- بيني باديبانجا على موقع الاتحاد البلجيكي (الإنجليزية)
- بيني باديبانجا على موقع قاعدة بيانات كرة القدم.إي يو (الإنجليزية)
- بيني باديبانجا على موقع Soccerway.com (الإنجليزية)
- بيني باديبانجا على موقع AS.com (الإسبانية)